# Fiat Dino

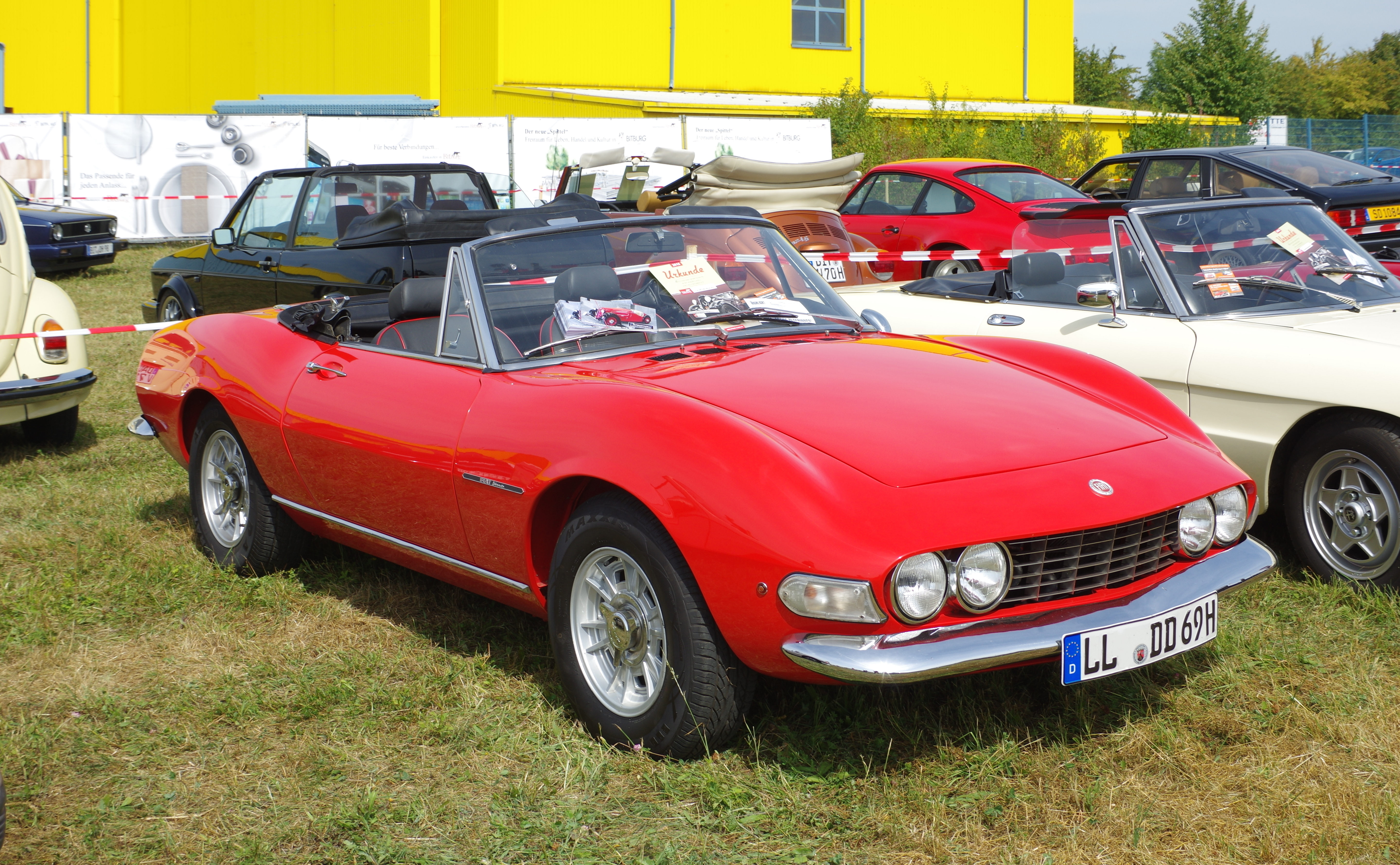
Spider

Fiat Dino är en sportbil, tillverkad av den italienska biltillverkaren Fiat mellan 1966 och 1972.

## Bakgrund
I mitten av sextiotalet planerade Ferrari att börja bygga en mindre mittmotorbil under namnet Dino. Motorn skulle även användas i tävlingsbilar i Formel 2-klassen. För att följa FIA:s reglemente måste motorn tillverkas i 500 exemplar per år. Ferrari räknade dessutom med att sälja betydligt fler Dino-bilar än så. Eftersom man saknade kapacitet att bygga så många motorer själva, vände man sig till Fiat. Företagen träffade en överenskommelse att Fiat skulle leverera motorer till Ferrari, mot att man fick använda denna i en egen bil. Det blev första steget mot Fiats övertagande av Ferrari 1969. Fiat Dino har, liksom Ferrari Dino, fått sitt namn efter Enzo Ferraris bortgågne son, Alfredo.

## Fiat Dino
Den öppna Spidern presenterades på Turin-salongen 1966, tillsammans med 124 Spider. Båda bilarna tillverkades av Pininfarina och karosserna delade grundstomme. På Genèvesalongen våren 1967 tillkom den Bertone-ritade coupén, samtidigt med 124 Coupé. Den täckta bilen hade längre hjulbas och var fullt fyrsitsig. Bilarna hade framvagn med dubbla triangellänkar och skruvfjädrar, medan den stela bakaxeln var upphängd i bladfjädrar.
Hösten 1969 uppdaterades Dinon med en större motor och individuell  bakhjulsupphängning från Fiat 130.
Produktionen fortsatte fram till december 1972, då man byggt 7 600 exemplar.

## Motor
Hjärtat i Dino-vagnarna var en V6:a på två liter. Motorn hade 65° vinkel mellan cylinderbankarna, dubbla överliggande kamaxlar per cylinderhuvud och var byggd helt i aluminium. 1969 ersatte en större motor med blocket i gjutjärn.
| Modell | Årsmodell | Motor              | Cylindervolym | Effekt | Bränslesystem               |
| ------ | --------- | ------------------ | ------------- | ------ | --------------------------- |
| 2000   | 1966-69   | 6-cyl V-motor DOHC | 1987 cm³      | 160 hk | 3 st Weber 40DCNF förgasare |
| 2400   | 1970-72   | 6-cyl V-motor DOHC | 2418 cm³      | 180 hk | 3 st Weber 40DCNF förgasare |